# 朝倉景総
朝倉 景総（あさくら かげふさ）は、室町時代から戦国時代にかけての武将。朝倉氏の一門。

## 略歴
7代当主・朝倉孝景（英林）の四男として誕生した。庶腹の出であったため、兄でありながら常に正妻（桂室永昌）の子である異母弟の教景（孝景の五男）の下座に置かれた。これを恨み、文明16年（1484年）7月12日、相撲場で教景を殺害した。教景を養子としていた叔父の朝倉光玖は激怒し、景総は南条郡の宅良慈眼寺へ逃げ、剃髪して許しを請うたという。
その後、光玖の怒りが解けたのか、一乗谷に出仕するようになり、延徳3年（1491年）の管領細川政元の越後国下向時の見送り役や、明応5年（1496年）の美濃国の船田合戦への派遣軍の大将役などを務めている。また、娘を従弟で敦賀郡司家の朝倉景豊に嫁がせている。しかし、桂室永昌との関係は修復されず、やがて越前国を出奔する。その後、京都に出て細川政元に仕え、名乗りも朝倉弾正忠元景に替える。
文亀3年（1503年）には朝倉景豊・教景（宗滴）らと共謀し、主家である甥・貞景に対する攻撃の計画を企てるが、教景の密告で計画が漏洩、景豊は貞景に本拠の敦賀を攻められ自刃した。近江国から出兵していた景総はこの報を聞き退却し、その後は美濃・飛騨国を経て加賀国に入った。
加賀で反朝倉の兵を募った景総は、翌永正元年（1504年）8月、加賀一向一揆の協力の元越前坪江に出陣し、貞景に決戦を挑むが敗れ、能登国に逃亡した。
永正2年（1505年）4月4日、能登春木の斎藤館で病死した。余六、地蔵院という2人の男児がいたようである。